# ルードヴィヒ・ライヒハルト

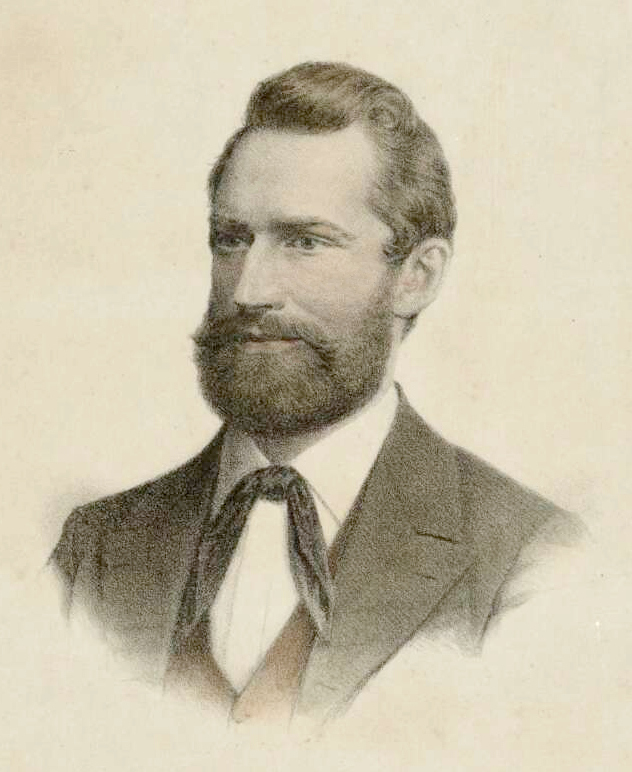
ルードヴィヒ・ライヒハルト

フリードリヒ・ヴィルヘルム・ルードヴィヒ・ライヒハルト（Friedrich Wilhelm Ludwig Leichhardt、1813年10月23日 – 1848年ころ）は、ドイツの探検家、動物学者、植物学者、地質学者。当時のトレバチ (Trebatsch)、現在のタウヘの行政区画オルツタイルのひとつであるザブロート (Sabrodt) に生まれ、おそらくはオーストラリア大陸中央部で没したものと考えられている。
ライヒハルトは、1842年にオーストラリアに渡り、まだよく知られていなかった当地の植物相、動物相、地質の研究に専念した。1840年代当時、オーストラリア大陸の内陸部は、まだ探検されていないままであった。後のビクトリア植民地を含むニューサウスウェールズは広く範囲や、後のクイーンズランド植民地のブリスベンまでの沿岸地域、また、南オーストラリアや西オーストラリアのピルバラ一帯を北限とする海岸沿いの限られた地域では、開発が始まっていた。タスマニアは既に植民地となっていた。オーストラリア大陸の北海岸では、入植地などはないも同然で、かろうじてポート・エシントンの軍事基地などがある程度だった。
ライヒハルトは、3次にわたる探険を実施した。1845年から1844年にかけての最初の遠征では、クイーンズランドを初めて陸路で横断し、ノーザンテリトリーのポート・エシングトンの先にまで到達することに成功した。新たに発見された地域について、気候や気象、植物相や動物相、先住民アボリジニなどについて、以降の探検や入植に資する内容を、広く日記に記述した。1846年から1847年にかけての2回目の遠征では、オーストラリア東部から、西オーストラリアのスワン川まで達することを目指したが、出発から5ヵ月を経て、この目標は断念された。
1848年に、この試みに再挑戦したライヒハルトと彼の遠征隊は、同年4月3日にマウント・アバンダンス（現在クイーンズランド州）で目撃されたのを最後に、アウトバックで消息を絶った。捜索が行われたが、木に刻まれた「L」の字がいくつか確認されただけに終わった。
その後、「LUDWIG LEICHHARDT 1848」と刻まれた真鍮製の銘板が2006年に確認されたことで、遭難したことがほぼ確実となった。この銘板は、1900年ごろにタナミ砂漠とグレートサンディ砂漠の間のスタートクリーク地域（現在の西オーストラリア州とノーザンテリトリーの境界付近）で発見された散弾銃に付けられており、銃自体は処分されたが銘板だけ保存されていた（現在はオーストラリア国立博物館に所蔵されている）。もしライヒハルトがこの地域まで到達していたとすれば、大陸の3分の2を横断したことになる。一方、ワランビラの先住民の伝承の記録から、クイーンズランド南西部のマラノア川で彼らに殺害された可能性が指摘されている（その場合、遺留品の散弾銃は先住民が交易で中部の砂漠まで持ち帰ったことになる）。
ライヒハルトは、オーストラリアでは歴史で扱われるためによく知られているが、ドイツではさほど広く知られているわけではない。

## 生涯

### 生い立ち
ルードヴィヒ・ライヒハルトは、1813年10月23日に、9人きょうだいの第6子として生まれた。父クリスティアン・ヒエロニムス・マティアス・ライヒハルト（Christian Hieronymus Matthias Leichhardt、1778年 - 1840年）は、泥炭の検査官だった。一家は、かつてロイクハルト (Leuckhard) と表記されたハルツ山地の近傍の出身であった。ルートヴィヒの父は、1778年8月12日に、当時のプロイセン王国の ハルベルシュタット地方 (プロイセン) （公国）のシャーデレーベンに生まれた。母シャルロッテ・ライヒハルト（Charlotte Leichhardt、1776年 - 1854年）は、旧姓をシュトレーロフ (Strählow) といった。一家は、比較的恵まれた生活を送っていた。少年期のルートヴィヒは、虚弱な体質であったが、厳しく身体を鍛えられた。学校では優秀な生徒のひとりだった。
ルートヴィヒの名親であったザウエ (Zaue) のレーデリウス (Rödelius) 牧師は、ルートヴィヒを抜擢し、自分で費用を出してコトブスのギムナジウムに送った。ギムナジウム時代のルートヴィヒは、熱心な体操選手だった。卒業の後、彼は家に戻って公務員になることを考えた。しかし、ベルリンで哲学を勉強することを決意する。1833年には、ゲッティンゲン大学に移り、実践哲学、宗教史、言語学を学び、さらに博物学、植物学、形而上学、物理学を学んだ。ウィリアム・ニコルソン (William Nicholson) とその弟ジョン (John) と知り合い、1837年に彼らとともにイングランドへ渡った。彼はロンドンや、パリの国立自然史博物館で学んだ。結局、ライヒハルトは大学を卒業しなかった。1838年5月、彼はロンドンのプロイセン領事にパスポートを申請したが、徴兵の対象となっていたため申請を拒まれた。ライヒハルトは即座に帰国しなければならなくなった。彼はこれに抵抗し、ニコルソン家の助けを借りて、イギリスのパスポートをてに入れた。これによって、彼はプロイセンから、敵前逃亡をしたと見なされることとなった。1840年、ウィリアム・ニコルソンとライヒハルトは、数ヶ月間にわたってフランス、イタリア、スイスを旅行した。1841年10月1日、ライヒハルトはカーディフから帆船サー・エドワード・パジェット (Sir Edward Paget) に乗船して、未知の領域の探索を目指してオーストラリアへ向かった、この渡航や、オーストラリアでの生活の基礎づくりに要した資金は、ニコルソンが負担した。1842年2月、ライヒハルトはシドニーに到着した。